# Virgen con el Niño y san Juanito (Botticelli)
La Virgen con el Niño y san Juanito (en italiano, Madonna col Bambino e san Giovannino) es un cuadro pintado al temple sobre tela que mide 134 centímetros de alto y 92 cm de ancho, realizado en el año 1495 por el pintor renacentista italiano Sandro Botticelli. Se conserva en la Galería Palatina del Palacio Pitti de Florencia.
No se sabe la procedencia de esta obra. Su estilo es parecido al de las Piedades que ejecutó Botticelli por la misma época. Hay otra versión parecida de la obra que se conserva en el Barber Institute de Birmingham.
Está caracterizada por un profundo sentimiento de tristeza entre las diversas figuras, con los ojos cerrados (la Virgen y el Niño) o entrecerrados (san Juan niño) y la patética proximidad de los rostros. María domina la composición, sosteniendo al Niño, que se abraza a san Juan Niño, reconocible por su báculo en forma de cruz.
La ambientación es mínima: hierba a los pies de las figuras y un rosal detrás de María, alusivo a su condición de rosa mística.
Las Madonas de Botticelli, como las que hizo Rafael, tienen un estilo propio que permite reconocerlas. Se caracterizan por su estado de ánimo serio, meditabundo. La relación entre la Madre y su Hijo es más intelectual que afectuosa.